# Branimir Slokar
Branimir Slokar, slovenski pozavnist, * 1946, Maribor.
Slokar je eden največjih mojstrov pozavne v svetovnem merilu. Na Akademiji za glasbo v Ljubljani je diplomiral leta 1969 (med letoma 1966 in 1970 je bil član Simfoničnega orkestra RTV Slovenija) in nadaljeval študij na ustanovi Conservatoire national superieur de musique v Parizu. Je zmagovalec več mednarodnih tekmovanj, med drugim 7. jugoslovanskega tekmovanja mladih glasbenikov v Zagrebu in mednarodnega tekmovanja ARD v Münchnu. Poučuje na glasbenih akademijah v Freiburgu in Bernu, poleg tega pa kot solist nastopa po vsem svetu in sodeluje z največjimi orkestri (med drugim redno nastopa tudi s Simfoničnim orkestrom Bavarskega radia). S svojimi številnimi nastopi za radio in TV ter snemanji za zgoščenke je zelo pripomogel k drugačnemu pogledu na pozavno, saj je bila kot solistični instrument še nedavno dokaj zapostavljena. 
Branimir Slokar je član ocenjevalnih žirij na mednarodnih tekmovanjih iz pozavne v Münchnu in Ženevi.
Njegova hči je rogistka Zora Slokar.